# El asombroso Maleeni
«The Amazing Maleeni» es el octavo episodio de la séptima temporada de la serie de televisión de ciencia ficción The X-Files. Se estrenó en la cadena Fox en Estados Unidos el 16 de enero de 2000. Fue escrito por Vince Gilligan, John Shiban y Frank Spotnitz y dirigido por Thomas J. Wright. El episodio es una historia del «monstruo de la semana», sin relación con la mitología más amplia de la serie. «The Amazing Maleeni» obtuvo una calificación Nielsen de 9,4, siendo visto por 16,18 millones de personas en su emisión inicial. El episodio recibió críticas mixtas.
La serie se centra en los agentes especiales del FBI Fox Mulder (David Duchovny) y Dana Scully (Gillian Anderson) que trabajan en casos relacionados con lo paranormal, llamados expedientes X. Mulder es un creyente en lo paranormal, mientras que la escéptica Scully ha sido asignada para desacreditar su trabajo. En este episodio, El asombroso Maleeni, un mago de poca monta, realiza una asombrosa hazaña para impresionar a un espectador: gira su cabeza 360 grados. Así que cuando más tarde es encontrado sin cabeza, Mulder y Scully llegan al caso y descubren a un ex convicto enfadado, a un rival no impresionado y al hermano gemelo de Maleeni. Todos parecen tener algo que ver con un plan para robar un importante banco.
Aunque fue escrito por Gilligan, Shiban y Spotnitz, la historia de «The Amazing Maleeni» fue concebida en gran parte por el productor ejecutivo Frank Spotnitz, que quería hacer un episodio que tratara de «magia e ilusión» desde la segunda temporada de la serie. El mago de la vida real Ricky Jay, que también era el favorito de Spotnitz, fue contratado para interpretar el papel del Maleeni titular.

## Argumento
En el muelle de Santa Mónica, un mago, El asombroso Maleeni, hace girar su cabeza completamente en una feria, mientras Billy LaBonge, otro mago, molesta a Maleeni durante el evento. Al despedirse, su cabeza cortada se desprende por completo. Billy LaBonge es interrogado más tarde por Fox Mulder (David Duchovny) y Dana Scully (Gillian Anderson); les dice a los agentes que pensaba que Maleeni era un estafador. Durante la autopsia, Scully descubre que, aunque la cabeza de Maleeni fue cortada limpiamente, murió de un ataque al corazón. También descubre que estuvo muerto durante al menos un mes y refrigerado, aunque el gerente de la feria habló con él unos instantes antes de que se le cayera la cabeza.
Mientras tanto, LaBonge encuentra a un hombre llamado Cissy Álvarez, a quien Maleeni le debía dinero. LaBonge admite que causó la caída de la cabeza de Maleeni, y dice que le dará a Álvarez el dinero que le debe si le ayuda con su magia. Mulder y Scully se enteran de que Maleeni tiene un hermano gemelo idéntico, Albert Pinchbeck. Albert lleva incluso un collarín, que dice que tuvo un accidente automovilístico en México. Mulder le dice que cree que hizo el acto de magia, pero el hombre muestra que no tiene piernas, que también perdió en México en el accidente. De vuelta al trabajo, Álvarez amenaza a Pinchbeck con matarlo si no consigue su dinero. LaBonge entonces inculpa a Álvarez de un robo atacando un camión de seguridad disfrazado de Álvarez. Mulder no tarda en descubrir que Pinchbeck es el verdadero Maleeni y que ha fingido no tener piernas. Tras enfrentarse a Pinchbeck, éste admite que fingió su propia muerte para librarse de la deuda de Álvarez. Pinchbeck admite que encontró a su hermano muerto de un ataque al corazón en su casa y utilizó su cuerpo como doble. Pinchbeck es rápidamente arrestado, al igual que LaBonge, que lleva una pistola a un bar, en un intento de ser arrestado a propósito. Además, Álvarez es arrestado por el intento de robo que hizo LaBonge anteriormente.
La cámara acorazada del trabajo de Pinchbeck se vacía y el dinero se encuentra encima del bar de Álvarez. Más tarde Mulder y Scully se enfrentan a LaBonge y Maleeni cuando son puestos en libertad bajo fianza, donde Mulder les explica que descubrió su plan - LaBonge y Pinchbeck no eran, de hecho, enemigos, y que habían estado trabajando juntos para meter a Álvarez en la cárcel por hacer la vida miserable a LaBonge en prisión 8 años antes, y que, como maestros de la prestidigitación y de los trucos de fuga, los dos se escaparon fácilmente, realizaron el robo y volvieron a sus celdas antes de ser notados.
Después de que los dos magos se retiren, confiados en la falta de pruebas contra ellos, Mulder le revela a Scully el verdadero truco que se está realizando: que todo lo que involucra a Álvarez era pura distracción. Anteriormente, al comprobar si Pinchbeck había robado fondos del banco, el gerente le había dicho a Mulder que necesitarían su número de placa y la huella del pulgar para acceder al sistema de transferencia electrónica de fondos (TEF). Mulder muestra a Scully la cartera de Maleeni, que había recogido de las pruebas antes de enfrentarse a él y a LaBonge. Cuando los agentes se encontraron por primera vez con LaBonge, éste había robado subrepticiamente sus placas como ejemplo de su habilidad con los juegos de manos, lo que le proporcionó el número de placa de Mulder. En su primer encuentro con Pinchbeck haciéndose pasar por su hermano, Pinchbeck hizo un truco con una tarjeta con Mulder, dejando las huellas de Mulder en la tarjeta, que como Mulder muestra, está segura en la cartera de Maleeni. Mulder explica que la pareja actuó a propósito para llamar la atención del FBI, y que si hubieran recogido el número de placa y la huella del pulgar, habrían podido realizar las TEF. Cuando Mulder y Scully salen de la cárcel, Scully demuestra que ella también ha aprendido un truco, y gira su mano 360 grados de forma similar a lo que LaBonge hizo con su mano. Mulder le pide a Scully que le explique cómo, y ella se desentiende diciendo simplemente «magia».

## Producción

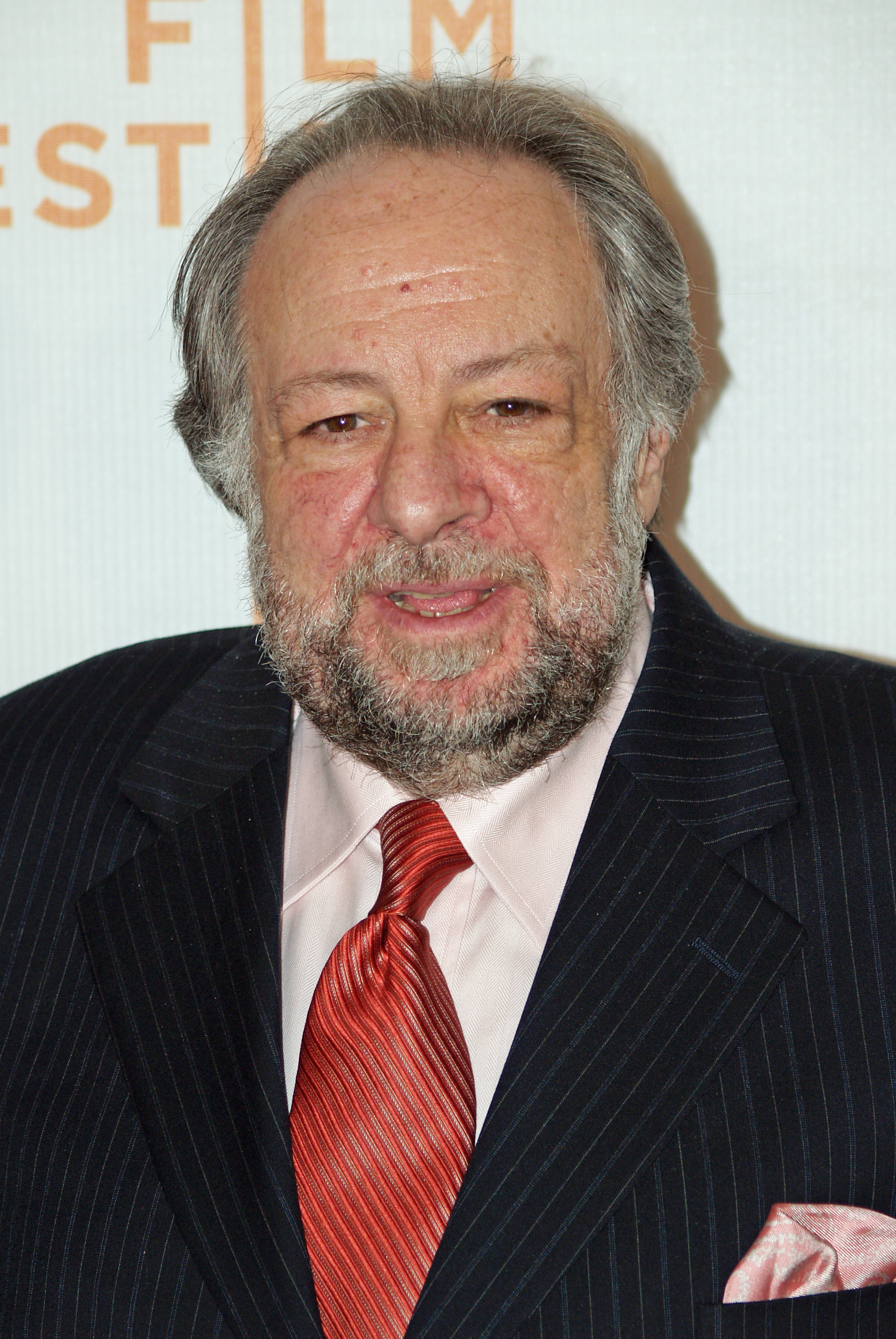
El famoso mago Ricky Jay apareció en el episodio.

### Escritura
«The Amazing Maleeni» se inspiró en el viejo deseo del productor ejecutivo Frank Spotnitz de que un episodio tratara exclusivamente de «magia e ilusión»; Spotnitz había defendido esta idea desde que se incorporó al equipo de guionistas de la serie durante la segunda temporada. Finalmente, durante la séptima temporada, Vince Gilligan fue asignado para escribir el episodio, algo que describió como una «agonía». Gilligan explicó: «El episodio comenzó con Frank, porque durante varios años había querido escribir un episodio sobre magos. Frank era un fan del programa de televisión The Magician With Bill Bixby, así que creo que eso fue parte de ello, pero Frank estaba interesado en la idea de la magia y en la idea de engañar a la gente que deseaba ser engañada».
Se buscó al mago favorito de Spotnitz, Ricky Jay, para el papel de The Amazing Maleeni. Desgraciadamente, el equipo descubrió que ni Jay ni el mago suplente de la serie, David Blaine, estaban disponibles para el rodaje. Sin embargo, el creador de la serie, Chris Carter, declaró más tarde que la serie no aceptaría un no por respuesta: «Nos pusimos al teléfono con él. Aceptó venir a nuestras oficinas para hablar del guión y acabó haciendo algunos trucos de cartas para nosotros que nos redujeron a Frank y a mí a ser niños de seis años otra vez». Tras discutirlo, Jay accedió a participar como estrella invitada en el episodio con la condición de que sólo se le pidiera que hiciera los trucos que estaba acostumbrado a hacer. Gilligan, en retrospectiva, señaló más tarde: «En lo que a nosotros respecta, no había otra opción que Ricky Jay. A él no le entusiasmaba la idea de interpretar a un mago porque creo que le parecía que los magos nunca eran retratados de forma muy realista en las películas o programas de televisión».
El reparto y el equipo del episodio disfrutaron de la sensación de «parque de atracciones» de la historia. Gillian Anderson señaló más tarde: «Debido a toda la magia, estaba constantemente entretenida. La dificultad de algo así es que tienes tendencia a olvidar que a la gente le siguen pasando cosas malas». Anderson declaró más tarde que ella y Duchovny «tenían que recordarse continuamente que estaban tratando con un asesinato», aunque muchas de sus líneas debían ser pronunciadas con ligereza.

### Efectos especiales
El episodio utilizó varios efectos especiales, aunque para asegurar que el episodio se sintiera «real» desde la cámara, muchos de los efectos más intensos se realizaron con medios convencionales en lugar de digitales. Por ejemplo, la escena en la que la mano de Bill LaBonge estalla en llamas se creó con la ayuda de un especialista, en lugar de con costosos y, en última instancia, «menos convincentes» efectos CGI. La escena en la que El asombroso Maleeni gira su cabeza 360 grados se creó con una cabeza prostética, por cortesía de los estudios Optic Nerve de John Vulich.

## Emisión y recepción
«The Amazing Maleeni» se emitió por primera vez en Estados Unidos en la cadena Fox el 16 de enero de 2000. Este episodio obtuvo una calificación Nielsen de 9,4, con una participación de 14, lo que significa que aproximadamente el 9,4 por ciento de todos los hogares equipados con televisión, y el 14 por ciento de los hogares que ven televisión, sintonizaron el episodio. Fue visto por 16,18 millones de espectadores.
El episodio recibió opiniones mixtas de los críticos. Kenneth Silber, de Space.com, criticó la complejidad del episodio y escribió: «“The Amazing Maleeni” es un episodio enrevesado que al final carece de brío y emoción. Incluso si uno puede entender lo que está pasando, queda la duda de cuánto, o incluso si le importa». Robert Shearman y Lars Pearson, en su libro Wanting to Believe: A Critical Guide to The X-Files, Millennium & The Lone Gunmen, lo calificaron con dos estrellas de cinco. Ambos señalaron que, si el episodio hubiera utilizado trucos de magia reales en lugar de «recurrir al CGI», el episodio habría sido mucho más que un simple «engaño». Además, Shearman y Pearson criticaron el hecho de que nunca se explicara satisfactoriamente la explicación de que Maleeni girara su cabeza 360 grados. Paula Vitaris de Cinefantastique, hizo una crítica mixta del episodio y lo calificó con dos estrellas de cuatro. Vitaris comparó la trama del episodio con la película de 1999 Arlington Road, señalando que aunque «el esquema es divertido de ver mientras se desarrolla, [...] al final, no es creíble; se dejan demasiadas cosas al azar para que realmente ocurra».
No todas las reseñas fueron tan críticas. Rich Rosell, de Digitally Obsessed, concedió al episodio 4 de 5 estrellas. Aunque señaló que el episodio «no era el mejor trabajo de Gilligan» y que la escritura era «un poco irregular», dijo que «el ambiente [de “The Amazing Maleeni”] está muy bien hecho». Tom Kessenich, en su libro Examinations, dio al episodio una crítica moderadamente positiva, escribiendo «Mi corazón no estaba acelerado y no estaba sentado en el borde de mi asiento mientras Mulder y Scully desenmascaraban a nuestros dos magos [...] Pero fue divertido juntar las pistas para ver en qué consistía todo». Zack Handlen, de The A.V. Club, calificó el episodio con una «B+» y escribió que le «encantó». Elogió la «bondad» del episodio, que en su opinión se debe a la interacción entre Mulder y Scully. Handlen también disfrutó de la escritura, señalando que «el guion también hace un buen trabajo al repartir sus secretos de una manera que nunca hace que los magos o nuestros héroes parezcan idiotas». Paul Spragg, de Xposé, escribió positivamente sobre el episodio, describiéndolo como una «historia bastante divertida».